# Cổ điển giao thoa
Classical crossover hay Pop opera hay Operatic pop là một thể loại phụ của nhạc pop, trong đó, các bản nhạc được chơi theo phong cách cổ điển. Ngoài ra, bản nhạc, chủ đề (theme) hay nhạc tố (motif) từ nhạc cổ điển có thể được phong cách hóa theo pop. Thuật ngữ "popera" cũng được sử dụng bởi các nhà soạn nhạc, hòa âm hay các buổi bình luận âm nhạc nhằm chỉ đến thể loại này.
Những người trình diễn popera có thể hoàn toàn chưa qua đào tạo chính quy, chưa bao giờ có mặt trình diễn trong các nhà hát opera hay tại những buổi trình diễn opera, hay họ là những nghệ sĩ opera thực thụ, nhưng lại muốn lội ngược dòng để tìm được một lớp khán giả mới, một phong cách mới, hay nhằm tôn vinh vẻ đẹp của nhạc cổ điển giữa những điệu nhạc pop hiện đại.

## Những nghệ sĩ hát solo theo thể loại operatic pop
- Alberti, Willy
- Martin, Will
- Arena, Romina
- Berger, Petra
- Bocelli, Andrea
- Brightman, Sarah
- Buanne, Patrizio
- Mesa, Cesar
- Church, Charlotte
- Franchi, Sergio
- Frangoulis, Mario
- Fumanti, Giorgia
- Garrett, Lesley
- Giordano, Filippa
- Gotar, Alenka[1]
- Grigolo, Vittorio
- Groban, Josh
- Jenkins, Katherine
- Jones, Aled
- Kimera
- Kvatro
- Lopez, Adam
- Marsh, Natasha
- McDermott, John
- Paul Potts
- Safina, Alessandro[2]
- Shapplin, Emma
- Sissel
- Sophe Lux
- Spence, Nicky
- Taylor, Becky Jane
- Townsend, Yulia
- Vitas
- Wainwright, Rufus
- Watson, Russell
- Westenra, Hayley

## Những ban nhạc, nhóm hát theo thể loại operatic pop
- Andiamo[3]
- Amici Forever
- Celtic Woman
- East Village Opera Company
- G4[4]
- Gli Scapoli
- Il Divo[5]
- Opera Babes
- Ten Tenors, The
- Three Graces
- Trans Siberian Orchestra